# Coppa del Portogallo 1981-1982 (hockey su pista)
La Coppa del Portogallo 1981-1982 è stata la 9ª edizione della principale coppa nazionale portoghese di hockey su pista. La competizione ha avuto luogo dal 21 novembre 1981 al 30 giugno 1982. Il torneo è stato vinto dal Benfica per la sesta volta nella sua storia.

## Risultati

### Quarti di finale
| Squadra 1      | Totale | Squadra 2   | Andata | Ritorno |
| -------------- | ------ | ----------- | ------ | ------- |
| Benfica        | 13 - 7 | Sesimbra    | 7 - 4  | 6 - 3   |
| Porto          | 13 - 6 | Valongo     | 5 - 1  | 8 - 5   |
| Sporting CP    | 23 - 5 | CF Benfica  | 16 - 1 | 7 - 4   |
| Sporting Tomar | 4 - 7  | Oliveirense | 3 - 2  | 1 - 5   |

### Semifinali
| Squadra 1   | Totale | Squadra 2   | Andata | Ritorno |
| ----------- | ------ | ----------- | ------ | ------- |
| Benfica     | 10 - 3 | Oliveirense | 6 - 0  | 4 - 3   |
| Sporting CP | 5 - 7  | Porto       | 5 - 3  | 0 - 4   |

### Finale
| Porto 19 giugno 1982 Finale di andata | Porto | 3 – 5 | Benfica |  |

| Lisbona 30 giugno 1982 Finale di ritorno | Benfica | 8 – 7 | Porto |  |